# تری‌ترپن
تری‌ترپن‌ها دسته ای از ترکیبات شیمیایی هستند که از سه واحد ترپن با فرمول مولکولی C30H48 تشکیل شده‌اند.  همچنین ممکن است به عنوان ترکیباتی متشکل از شش واحد ایزوپرن در نظر گرفته شوند. حیوانات، گیاهان و قارچ‌ها همگی تری‌ترپن‌ها، از جمله اسکوالن، را بیوسنتز می‌کنند که پیش ساز همه استروئیدها است.